# Jay Emmanuel-Thomas
Jay Aston Emmanuel-Thomas (Londres, 27 de desembre de 1990) és un futbolista anglès que actualment juga per l'Arsenal FC.